# Divlji Spirit
Divlji Spirit američki je računalno animirani pustolovni film iz 2021. godine u produkciji DreamWorks Animation, a u distribuciji Universal Picturesa. Film je režirala Elaine Bogan, a zajedno s Enniom Torresanom mlađim, u dugometražnim redateljskim debijima, iz scenarija Aury Wallington i Kristin Hahn. Drugo kazališno izdanje franšize Spirit, film je izdvajanje tradicionalno animirane Spirit: Stallion of the Cimarron (2002), a temelji se na animiranoj izdvojenoj Netflixovoj televizijskoj seriji Spirit Riding Free, koju je razvio Wallington. To je prvo kazališno izdanje franšize Spirit koje nije producirao Jeffrey Katzenberg.

## Hrvatska sinkronizacija
| Uloge          | Originalna verzija | Hrvatska verzija       |
| -------------- | ------------------ | ---------------------- |
| Lucky Prescott | Isabela Moner      | Nika Barišić           |
| Pru Granger    | Marsai Martin      | Iva Visković           |
| Abigail Stone  | McKenna Grace      | Mirela Videk           |
| Teta Kora      | Julianne Moore     | Mirta Zečević          |
| Jim Prescott   | Jake Gyllenhaal    | Fabijan Pavao Medvešek |
| Al Granger     | Andre Braugher     | Boris Barberić         |
| Snips          | Lucian Perez       | Noa Zelenko            |
| James Prescott | Joe Hart           | Darko Janeš            |
| Hendricks      | Walton Goggins     | Goran Malus            |
| Milagro        | Eiza Gonzalez      | Vanna                  |

Ostali glasovi: 
- Mladen Vujčić
- Marko Juraga
- Daniel Dizdar
- Zrinka Kušević
- Melody Marišković
- Mateja Majerle

- Sinkronizacija: Rubikon Sound Factory
- Prijevod i redateljica dijaloga: Lea Anastazija Fleger
- Adaptacija pjesama: Roko Vušković